# Malenchus bryophilus
Malenchus bryophilus är en rundmaskart. Malenchus bryophilus ingår i släktet Malenchus, och familjen Tylenchidae. Arten är reproducerande i Sverige.